# 開陽增一
開陽增一或輔（英語： /ˈælkɔːr/）是大熊座的一個雙星系統。它是開陽的較暗淡的伴星，两星共同構成裸眼可辨別的目視雙星，位於北斗七星的柄上。根據依巴谷卫星測量，兩者都位於距離太阳約83光年處。

## 命名法
根據佛蘭斯蒂德命名法，開陽增一的名稱為大熊座80（Ursae Majoris 80）。Alcor來自阿拉伯语‎ ，意為是「被遺忘者」或「被忽略者」，作為開陽的伴星而聞名。
2009年，發現開陽增一的聯星Alcor B，是8.8星等的紅矮星。
2016年，國際天文聯會組織了IAU恆星名稱工作組（WGSN），对恒星的专名进行分类和标准化。WGSN于2016年7月发布的第一份公告包含了WGSN批准的首两批名称的表格；其中包括大熊座80的西方名Alcor。